# EuroVelo
EuroVelo, a Rede Europeia de Ciclovias, é um projeto da Federação Europeia de Ciclistas para desenvolver 16 rotas cicláveis de longa distância cruzando todo o continente Europeu. O comprimento total destas rotas ultrapassa os 90.000 km.
As rotas da EuroVelo são destinadas à prática do Cicloturismo ao longo do continente, mas também para o uso local. Estas rotas encontram-se em desenvolvimento, havendo trechos já completos. A primeira rota a estar completa foi a EuroVelo 12 - Rota do Mar do Norte.
Em Portugal, começa a implantação do troço da EuroVelo1 que irá atravessar a região do Algarve.

## Rotas EuroVelo

EuroVelo 2020

### Rotas Norte - Sul
EuroVelo 1 - Rota da Costa Atlântica: Cabo Norte - Sagres 8.186 km
EuroVelo 3 - Rota dos Peregrinos: Trondheim - Santiago de Compostela 5.122 km
EuroVelo 5 - Rota Romea Francigena: Londres - Roma e Brindisi 3.900 km
EuroVelo 7 - Rota da Europa Central: Cabo Norte - Malta 6.000 km
EuroVelo 9 - Rota do Báltico ao Adriático (Amber Route): Gdańsk - Pula 1.930 km
EuroVelo 11 - Rota da Europa de Leste: Cabo Norte - Atenas 5.964 km

### Rotas Oeste - Este
EuroVelo 2 - Rota das Capitais: Galway - Moscovo 5.500 km
EuroVelo 4 - Rota de Roscoff - Kiev 4.000 km
EuroVelo 6 - Rota do Atlântico ao Mar Negro (Rivers Route): Nantes - Constanţa 3.653 km
EuroVelo 8 - Rota do Mediterrâneo: Cádiz - Atenas 5.388 km

### Circuitos
EuroVelo 10 - Circuito do Mar Báltico (Hansa circuit): 7.930 km
EuroVelo 12 - Circuito do Mar do Norte: 5.932 km
Rede total: 63.505 km